# Emilia Secunda Antwerpiana von Oranien-Nassau

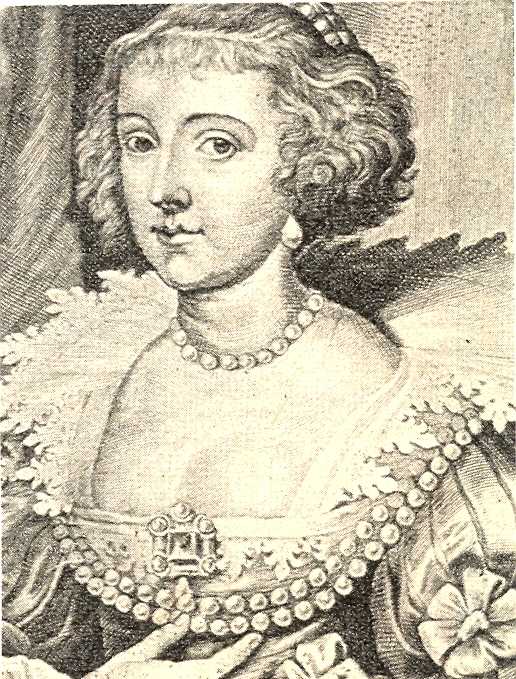
Prinzessin Emilia Secunda Antwerpiana von Oranien-Nassau, spätere Pfalzgräfin von Zweibrücken-Landsberg

Emilia Secunda Antwerpiana (* 9. Dezember 1581 in Antwerpen; † 28. September 1657 in Landsberg) war eine Tochter des Fürsten Wilhelms I. von Oranien und seiner dritten Frau Charlotte de Bourbon-Montpensier und durch Ehe Pfalzgräfin von Zweibrücken-Landsberg.

## Leben
Emilia erhielt den Beinamen Secunda (die Zweite), um sie von ihrer älteren Halbschwester Emilia zu unterscheiden. Später wurde sie auch einfach Amalia genannt. Ihre Kindheit verbrachte Emilia am Hof von Den Haag und Delft unter der Obhut ihrer Stiefmutter Louise de Coligny.
Nachdem ihre Schwester Luise Juliana 1593 den pfälzischen Kurfürsten Friedrich IV. geheiratet hatte, ging sie mit dieser nach Heidelberg.
Am 4. Juli 1616 heiratete sie in Landsberg Friedrich Kasimir, Pfalzgraf von Zweibrücken-Landsberg. 1622 flüchtete das Paar vor den kaiserlichen Truppen Tillys auf die Burg Montfort in Montigny-Montfort in Burgund, die Emilia aus dem Besitz ihres Vaters erhalten hatte.
In den Folgejahren in Montfort hatte sie mit erheblichen finanziellen Problemen zu kämpfen. In den Jahren 1633–1634 verhandelte sie mit ihren fünf Schwestern und ihrem Halbbruder Friedrich Heinrich um das väterliche Erbe. 1638 zahlte Friedrich Heinrich seine Schwestern aus. Unzufrieden mit der Summe, verhandelte sie weiter mit Friedrich Heinrich und forderte in jahrelangem Briefverkehr mehr. Zudem hatte sich Emilia in einem Prozess in Paris mit Forderungen der französischen Verwandtschaft um den Nachlass des Hauses Chalon, darunter die Grafschaften Montfort und Charny, auseinanderzusetzen.
Nach einem Einwand der Stadt Antwerpen zahlte Friedrich Heinrich noch einmalig eine Summe an Emilia aus, doch in einem Brief 1648 beteuerte sie erneut ihre tiefe Verarmung. Seit 1645 Witwe, verbrachte sie ihre letzten Lebensjahre meist auf ihrem Witwensitz Burg Montfort.

## Nachkommen
- Friedrich (1617–1617)
- Friedrich Ludwig (1619–1681) ⚭ 1645 Marie Magdalena von Pfalz-Zweibrücken (1621–1672), Tochter des Pfalzgrafen Johanns II. von Zweibrücken
- Karl Heinrich (1622–1623)